# Fågelhöftade dinosaurier
Fågelhöftade dinosaurier eller ornithischier (vetenskapligt namn: Ornithischia) var den ena gruppen av dinosaurier, där den andra gruppen är ödlehöftade dinosaurier (saurischier). Gruppen utgjorde en stor majoritet av de växtätande dinosaurierna. Namnet ornithischia kommer från de grekiska orden ornitheos (ορνιθειος), som betyder 'av fågel', och ischion (ισχιον), som betyder 'höftled'. De har fått namnet eftersom de flesta arterna, precis som fåglarna, har ett bakåtriktat blygdben. Detta är i motsats till de ödlehöftade dinosaurierna, där de flesta arter hade framåtriktade blygdben. Även om ornithischierna hade bäcken som fåglarna så härstammade fåglarna inte från dem, utan från theropoderna.
Jämfört med andra dinosauriegrupper var ornithischierna väldigt varierande i kroppsform och ekologisk nisch. Gruppen innehåller allt ifrån bepansrade ankylosaurier och stegosaurier, stora växtätande ornithopoder och behornade ceratopsier till små befjädrade växtätare såsom Kulindadromeus. Denna variation var på många sätt större än den man kan se hos theropoderna, även om ornithischierna verkar ha varit mindre artrika.

## Biologi

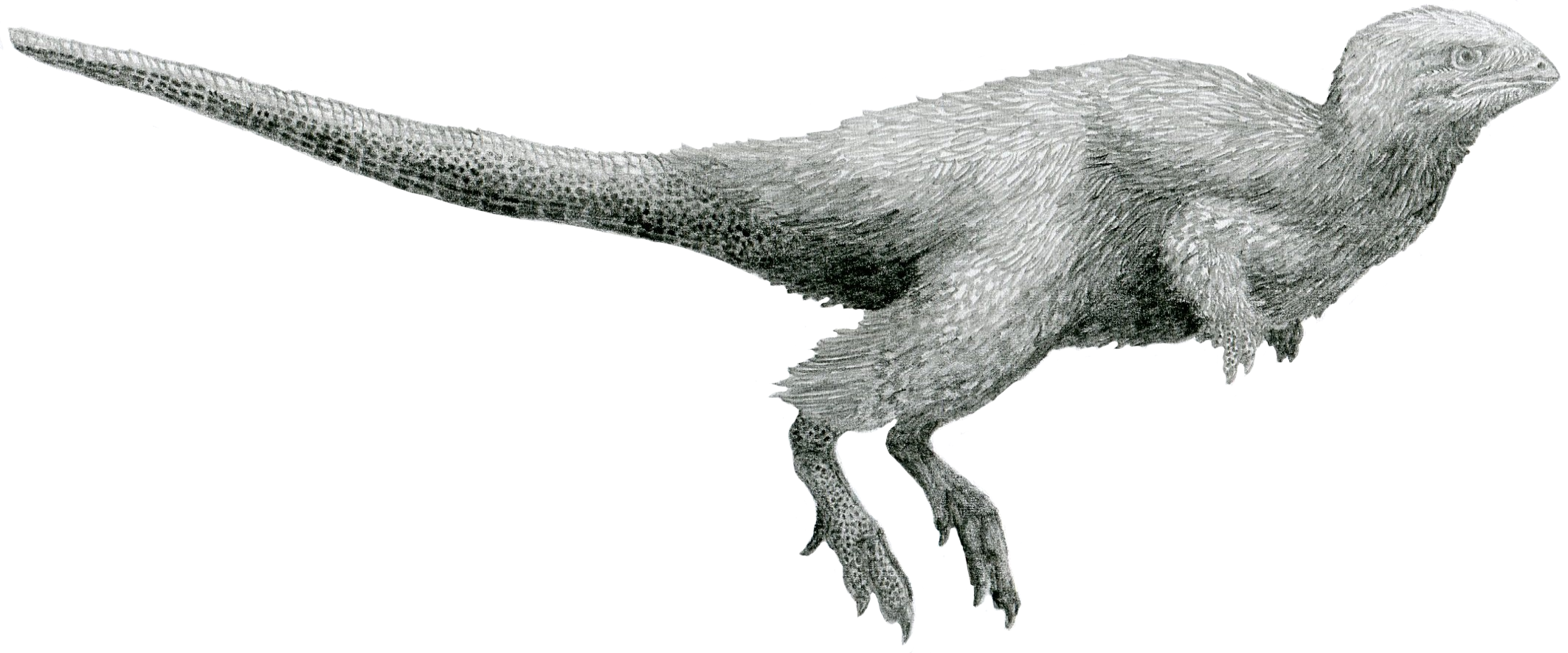
En rekonstruktion av Kulindadromeus, en primitiv ornithischie som bevisats ha fjädrar.

Samtliga kända medlemmar av ornithischierna var växtätare. Bortsett från de mindre släktena/arterna var de allra flesta medlemmarna fyrbenta, även om en hel del som till exempel hadrosauriderna och möjligen stegosauriderna kunde resa sig på bakbenen – hadrosauriderna och iguanodontiderna kunde till och med gå på både två och fyra ben. Ornithischierna utvecklades i en rad olika riktningar. I denna grupp fanns dinosaurier med horn, kroppspansar, märkliga "huvudprydnader" med mera. Några var mycket snabba tvåbenta löpare medan andra var troligen synnerligen långsamma såsom ankylosauriderna och stegosauriderna. Ornithischierna var i början i minoritet jämfört med theropoderna och sauropodomorpherna men under krita ändrades detta förhållande. Under yngre krita dominerade de landlivet på de nordliga kontinenterna.
En del av deras framgång berodde på att de (särskilt ceratopsierna, pachycephalosaurider och Hadrosaurider utvecklade oerhört effektiva käkar och tänder som passade väl för att beta de nya växter som uppträdde under kritaperioden. Nämnda grupper hade minst lika effektiva tänder som dagens däggdjur. 
Genom fynd av mycket välbevarade fossil har man lyckats se att vissa ornithischier, precis som den troliga majoriteten av theropoder, var befjädrade. Några exempel på ornithischier som bevisats ha fjädrar är Kulindadromeus, Psittacosaurus och Tianyulong.

## Klassificering
†Ornithischia
- †Heterodontosauridae (till exempel Heterodontosaurus)
- †Genasauria
  - †Thyreophora
    - †Scelidosauridae (till exempel Scelidosaurus)
    - †Stegosauria
      - †Huayangosauridae (till exempel Huayangosaurus)
      - †Stegosauridae (till exempel Stegosaurus och Kentrosaurus)

    - †Ankylosauria
      - †Nodosauridae (till exempel Edmontonia och Nodosaurus)
      - †Ankylosauridae (till exempel Ankylosaurus och Tarchia)

  - †Neornithischia
    - †Thescelosauridae (till exempel Thescelosaurus och Parksosaurus)
    - †Ornithopoda
      - †Elasmaria (till exempel Trinisaura och Macrogryphosaurus)
      - †Dryosauroidea (till exempel Dryosaurus)
      - †Ankylopollexia
        - †Iguanodontidae (till exempel Ouranosaurus och Iguanodon)
        - †Hadrosauroidea (till exempel Hadrosaurus, Parasaurolophus och Lambeosaurus)

    - †Marginocephalia
      - †Pachycephalosauria (till exempel Pachycephalosaurus)
      - †Ceratopsia
        - †Psittacosauridae (till exempel Psittacosaurus)
        - †Leptoceratopsidae (till exempel Leptoceratops)
        - †Chaoyangsauridae (till exempel Chaoyangsaurus)
        - †Bagaceratopsidae (till exempel Bagaceratops och Gobiceratops)
        - †Protoceratopsidae (till exempel Protoceratops)
        - †Ceratopsoidea (till exempel Styracosaurus, Pachyrhinosaurus, Chasmosaurus och Triceratops)